# Liste der Monuments historiques in Biron (Charente-Maritime)
Die Liste der Monuments historiques in Biron (Charente-Maritime) führt die Monuments historiques in der französischen Gemeinde Biron auf.

## Liste der Bauwerke
| Bezeichnung       | Beschreibung              | Standort | Kennzeichnung | Schutzstatus | Datum | Bild           |
| ----------------- | ------------------------- | -------- | ------------- | ------------ | ----- | -------------- |
| Calvaire          | Erbaut im 17. Jahrhundert | (Lage)   | PA00104621    | Inscrit      | 1949  | weitere Bilder |
| Kirche St-Eutrope | Erbaut im 12. Jahrhundert | (Lage)   | PA00104622    | Classé       | 1907  | weitere Bilder |